# Callithomia juruaensis
Callithomia juruaensis är en fjärilsart som beskrevs av Ferreira D'almeida 1958. Callithomia juruaensis ingår i släktet Callithomia och familjen praktfjärilar. Inga underarter finns listade i Catalogue of Life.